# Maciej Chmieliński
Maciej Marcin Chmieliński (ur. 7 grudnia 1971 w Łodzi) – polski historyk idei prawnych, notariusz, wykładowca Uniwersytetu Łódzkiego, ambasador w Australii (2023–2024).

## Życiorys
Maciej Chmieliński ukończył studia prawnicze na Uniwersytecie Łódzkim. W 2003 obronił na Wydziale Prawa i Administracji UŁ napisaną pod kierunkiem Zbigniewa Raua rozprawę doktorską Atomizm a indywidualizm z problematyki myśli politycznej i prawnej Wilhelma von Humboldta i Maxa Stirnera. W 2007 habilitował się tamże.
W 2001 rozpoczął pracę w Katedrze Doktryn Polityczno-Prawnych WPiA UŁ. Wykładał także w Wyższej Szkole Menedżerskiej w Warszawie, Salezjańskiej Wyższej Szkole Ekonomii i Zarządzania w Łodzi, Szkole Filmowej w Łodzi, Europejskiej Wyższej Szkole Prawa i Administracji w Warszawie.
Był współzałożycielem Centrum Myśli Polityczno-Prawnej im. Alexisa de Tocqueville’a, Polskiego Towarzystwa Myśli Politycznej (w tym członek Zarządu). Członek Rady Fundacji Polsko-Amerykańskiej Komisji Fulbrighta. Redaktor tematyczny czasopisma Folia Iuridica.
Jego zainteresowania naukowe obejmują: tematykę legitymizacji instytucji publicznych (państwa, prawa i władzy), zagadnienia wolności, własności, sprawiedliwości społecznej, samoorganizacji zbiorowości oraz teorii publicznego wyboru,  problematykę kosmopolityzmu i prawa kosmopolitycznego, współczesną myśl niemiecką, polityczno-prawne doktryny klasycznego liberalizmu, libertarianizmu i indywidualistycznego anarchizmu, polityczno-prawną filozofię i teorię współczesnego społeczeństwa demokratycznego, historię idei. Publikował na temat niemieckiej i amerykańskiej filozofii polityki i prawa, m.in. o teorii umowy społecznej (John Rawls) i teorii wyboru publicznego (James M. Buchanan, David Gauthier).
Prowadzi kancelarię notarialną w Strykowie. Przewodniczący Rady Naukowej Polskiego Instytutu Notarialnego (POLINot).
W maju 2023 został mianowany ambasadorem w Australii, akredytowanym dodatkowo w Nauru, Fidżi, Papui-Nowej Gwinei, Vanuatu oraz Wyspach Salomona. Misję oficjalnie rozpoczął 6 września 2023. Odwołany z placówki w lipcu 2024.
Posługuje się angielskim, niemieckim oraz podstawami rosyjskiego i łaciny. Żonaty z Małgorzatą Jagas-Chmielińską.

## Publikacje książkowe
- Maciej Chmieliński, Atomizm a indywidualizm rozważania nad myśla̜ polityczna̜ i prawna̜ Wilhelma von Humboldta, wyd. 1, Łódź: Wydawnictwo Uniwersytetu Łódzkiego, 2004, ISBN 83-7171-726-1, OCLC 237085900. Brak numerów stron w książce
- Maciej Chmieliński, Max Stirner : jednostka, społeczeństwo, państwo, Kraków: Księgarnia Akademicka, 2006, ISBN 83-7188-857-0, OCLC 500318727. Brak numerów stron w książce
- Maciej Chmieliński, Zbigniew Rau, Umowa społeczna i jej krytycy w myśli politycznej i prawnej, Warszawa: Wydawnictwo Naukowe Scholar, 2010, ISBN 978-83-7383-232-9, OCLC 750593710. Brak numerów stron w książce
- Zbigniew Rau i inni, Doktryna Polaków : klasyczna filozofia polityczna w dyskursie potocznym, Wydanie pierwsze, Łódź: Wydawnictwo Uniwersytetu Łódzkiego, 2018, ISBN 978-83-7383-920-5, OCLC 1066102111. Brak numerów stron w książce
- Maciej Chmieliński, Michał Rupniewski, The philosophy of legal change : theoretical perspectives and practical processes, Abingdon, Oxon: Routledge, 2020, ISBN 978-1-138-58628-4, OCLC 1089840933 (ang.). Brak numerów stron w książce